# Blood on the Risers
Blood Upon the Risers (PT: Sangue nas Tiras de Suspensão), também conhecida pelo refrão Gory Gory What a Helluva Way to Die, é uma música criada pelos paraquedistas americanos, durante a Segunda Guerra Mundial.
Está associada a todas as unidades paraquedistas americanas atuais, incluindo a 101ª Divisão Aerotransportada, a 82ª Divisão Aerotransportada, a 173ª Brigada Aerotransportada e a 4ª Brigada de Combate Aerotransportada da 25ª Divisão de Infantaria, para além das unidades paraquedistas britânicas, sendo ainda conhecida como Mancha Roja (castelhano para "mancha vermelha") em unidades paraquedistas de vários países da América Latina. Na Espanha, é chamada  Sangre en las Cuerdas.
Essa música foi utilizada na minissérie de televisão Band of Brothers, na série de televisão Preacher e no jogo Brothers in Arms: Road to Hill 30, e mencionada no livro de Donald Burgett, Currahee !: A Screaming Eagle na Normandia. Cantada na melodia de "O Hino de Batalha da República", a música relata o salto fatal de um paraquedista inexperiente, cujo paraquedas não abre. Isto resulta na sua queda para a morte. Ocorre ainda a substituição da palavra no hino original Glory! (Glória) por Gory! (Sangrento), em alusão ao desfecho da história. 
A música é também um aviso para os perigos da preparação inadequada de um salto em paraquedas. O protagonista faz tudo bem, mas esquece-se de enganchar a sua tira estática, que normalmente abre o paraquedas principal automaticamente. Ao descobrir o erro, durante o salto, tenta abrir o paraquedas de reserva numa má posição de saída, com resultados desastrosos. Como o paraquedas de reserva era armazenado num saco junto ao peito, uma má posição de saída poderia facilmente levar a um acidente, não muito diferente daquele descrito na música. As Tiras de Suspensão são as quatro tiras de tecido que ligam as linhas de suspensão da calote do paraquedas ao arnês do paraquedista. 

## Discussão relativamente ao refrão
É discutido entre veteranos e historiadores, se o refrão se canta "Gory, Gory" ou "Glory, Glory" como o original "Hino de Batalha da República". Como a música é frequentemente cantada com gritos, é difícil distinguir se há realmente um som "L" quando é cantado. A versão publicada originalmente, no entanto, mostra claramente "Gory" como a palavra certa. Algumas versões da música substituem a segunda linha do refrão por with a rifle on his back as he's falling through the sky. A versão ensinada em Fort Benning, GA, em 1975, continha o verso They picked him up still in his 'chute and poured him from his jump boots, alternativamente, paratrooper boots. Algumas versões também incluem They poured him from his helmet, and they poured him from his boots no final da música. 